# Thạnh Mỹ, Đơn Dương
Thạnh Mỹ là thị trấn huyện lỵ của huyện Đơn Dương, tỉnh Lâm Đồng, Việt Nam.

## Địa lý
Thị trấn Thạnh Mỹ có diện tích 21,78 km², dân số năm 2022 là 17.310 người, mật độ dân số đạt 794 người/km².

## Lịch sử
Ngày 24 tháng 10 năm 1987, Hội đồng Bộ trưởng ban hành Quyết định 157-HĐBT về việc thành lập thị trấn Thạnh Mỹ – thị trấn huyện lỵ huyện Đơn Dương trên cơ sở toàn bộ xã Thạnh Mỹ.
Ngày 30 tháng 10 năm 2000, Chính phủ ban hành Nghị định số 62/2000/NĐ-CP về việc thành lập xã Đạ Ròn trên cơ sở 3.349,3 ha diện tích tự nhiên và 9.133 nhân khẩu của thị trấn Thạnh Mỹ.
Sau khi điều chỉnh địa giới hành chính, thị trấn Thạnh Mỹ có 2.130,7 ha diện tích tự nhiên và 9.142 nhân khẩu.
Ngày 31 tháng 7 năm 2017, UBND tỉnh Lâm Đồng ban hành Quyết định số 1603/QĐ-UBND về việc công nhận thị trấn Thạnh Mỹ là đô thị loại V.